# Philippe Mac Daniel
Phiilippe Mac Daniel est un chasseur sous-marin français de La Ciotat.

## Palmarès
- 3e du championnat du monde par équipes en 1992 (à Majorque (Îles Baléares, Espagne));
- Champion d'Europe par équipes en 1997.